# Ak Orda
Pour les articles homonymes, voir Orda (homonymie).
Le palais présidentiel Ak Orda (en kazakh : Ақорда) est la résidence officielle du président de la République du Kazakhstan,.
Il est situé au bord de la rivière Ichim au sud-ouest d'Astana.

## Présentation
Il a été construit en 2004 par la société Mabetex (en) fondée par Behgjet Pacolli 3e Président du Kosovo.
C'est le lieu de travail du Président et il accueille son administration.
Le président n'y habite pas.
Le bâtiment est couvert d'un dôme coiffé d'une flèche.
Cette flèche dorée est décorée d'un soleil à 32 rayons sous lequel vole un aigle des steppes,.
L'édifice mesure 80 mètres de haut pour une surface totale de 36 720 m2.
Le rez-de-chaussée comporte le grand hall central, la salle des conférences de presse, la salle des fêtes et le jardin d'hiver.
Le premier étage héberge des bureaux et le deuxième accueille les évènements internationaux dans ses halls: le hall de marbre, le hall doré, le hall ovale, le hall oriental construit en forme de yourte.
Le troisième étage comporte le hall du dôme, la salle des réunions gouvernementales et la bibliothèque.
Vingt et une sortes de marbre ont été utilisées pour les sols.

## Liens externes

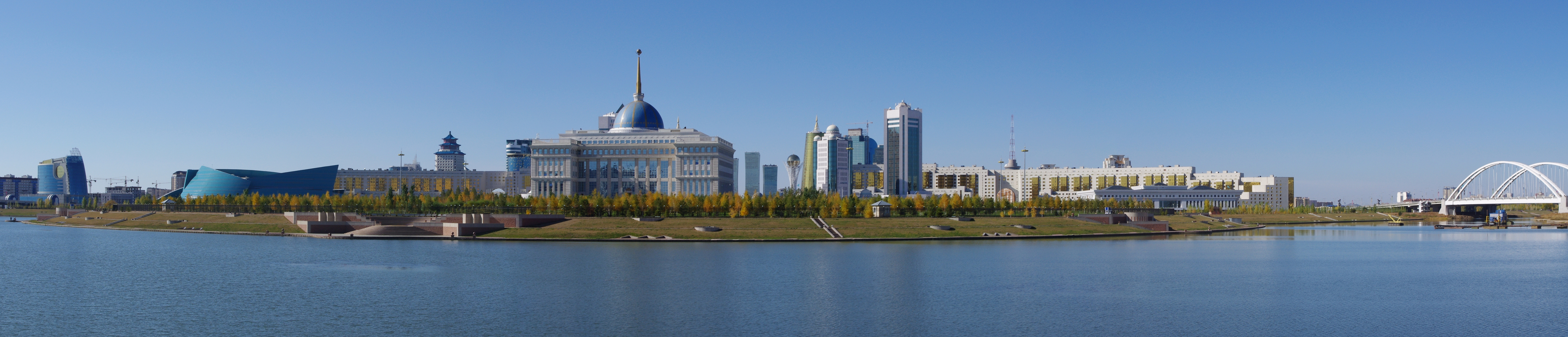
Le palais présidentiel.

## Galerie

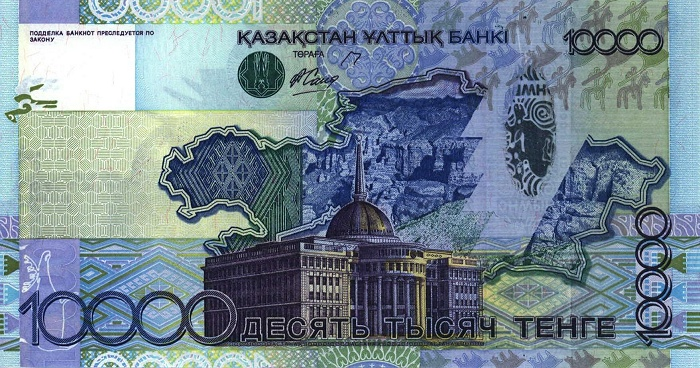
Billet de 10 000 tenge.